# 戈爾基嶺
71°37′S 11°37′E / 71.617°S 11.617°E
戈爾基嶺（英語：Gorki Ridge）是南極洲的山嶺，位於東部南極洲的毛德皇后地，屬於洪堡山脈的一部分，由德國的探險隊發現，由挪威的製圖師根據測量和空中照片繪入地圖。